# Síksági bölény
A síksági bölény vagy préribölény (Bison bison bison) az emlősök (Mammalia) osztályának párosujjú patások (Artiodactyla) rendjébe, ezen belül a tülkösszarvúak (Bovidae) családjába és a tulokformák (Bovinae) alcsaládjába tartozó amerikai bölény (Bison bison) egyik alfaja. Amikor amerikai bölényre gondolunk, ez az állat jelenik meg az eszünkben.

## Előfordulása
A síksági bölény eredeti előfordulási területe magába foglalta a mai Amerikai Egyesült Államok legnagyobb részét, Mexikó legészakibb térségeit és Dél-Kanada préris vidékeit. Manapság viszont már csak rezervátumokban, nemzeti parkokban és farmokon él. A legnagyobb állománya körülbelül 3000 fős és a Yellowstone Nemzeti Parkban él. De az USA-ban és Kanadában összesen 500 000 példánya található.

## Megjelenése
Ezt az amerikai bölény alfajt az különbözteti meg a másik alfajtól, az úgynevezett erdei bölénytől (Bison bison athabascae), hogy a síksági bölény simább hátvonallal rendelkezik, és marja alacsonyabban fekszik, mint az erdei alfaj esetében. A bika fej-testhossza 350 centiméter, a tehéné 285 cm; ehhez 30-95 cm farok adódik. Marja 186 cm magasságban van. A bika testtömege 460-988 kilogramm között mozoghat, bár átlagosan 730-792 kg. Az átlagos tehén tömege 450-498 kg, azonban 360-640 kg között is lehet.
A síksági bölény legmagasabb pontja a mellső lábak fölött helyezkedik el, míg az erdei bölényé e lábak előtt. Szintén az erdei bölénytől eltérően a szarvainak töve keskenyebb, bundája világosabb és kevésbé vastag, mellső lábai viszont szőrösebbek, a szakálla nagyobb és szélesebb. Az erdőkben élő fajtársánál gyorsabban és nagyobb távokon keresztül képes futni; elérheti a 65km/órás sebességet is.

## Veszélyeztetettsége
A 20. század elejére majdnem kihalt. A vadászat és orvvadászat mellett a különböző betegségek, például a brucellosis és a gümőkór (tbc), valamint a mezőgazdasági tevékenységek is hozzátettek a veszélyeztetettségi státuszához.

## Fordítás
- Ez a szócikk részben vagy egészben  a   Plains bison című angol Wikipédia-szócikk ezen változatának fordításán alapul.  Az eredeti cikk szerkesztőit annak laptörténete sorolja fel. Ez a jelzés csupán a megfogalmazás eredetét és a szerzői jogokat jelzi, nem szolgál a cikkben szereplő információk forrásmegjelöléseként.
- Ez a szócikk részben vagy egészben  az   American_bison#Description című angol Wikipédia-szócikk ezen változatának fordításán alapul.  Az eredeti cikk szerkesztőit annak laptörténete sorolja fel. Ez a jelzés csupán a megfogalmazás eredetét és a szerzői jogokat jelzi, nem szolgál a cikkben szereplő információk forrásmegjelöléseként.